# El Canelar
El Canelar är en ort i Mexiko.   Den ligger i kommunen Chiapa de Corzo och delstaten Chiapas, i den sydöstra delen av landet, 700 km sydost om huvudstaden Mexico City. El Canelar ligger 565 meter över havet och antalet invånare är 395.
Terrängen runt El Canelar är varierad. Runt El Canelar är det glesbefolkat, med 19 invånare per kvadratkilometer. Närmaste större samhälle är Nuevo Vicente Guerrero, 17,9 km norr om El Canelar. Omgivningarna runt El Canelar är en mosaik av jordbruksmark och naturlig växtlighet.